# Zhuzhou
Zhuzhou (chinois : 株州市 ; pinyin : Zhūzhōu shì) est une ville-préfecture de l'est de la province méridionale du Hunan en Chine. On y parle le dialecte de Zhuzhou du groupe de Chang Yi du xiang.

## Économie
En 2004, le PIB total a été de 45,3 milliards de yuans, et le PIB par habitant de 12 635 yuans.

## Subdivisions administratives
La ville-préfecture de Nanyang exerce sa juridiction sur neuf subdivisions - quatre districts, une ville-district et quatre xian :
- le district de Tianyuan - 天元区 Tiānyuán Qū ;
- le district de Hetang - 荷塘区 Hétáng Qū ;
- le district de Lusong - 芦淞区 Lúsōng Qū ;
- le district de Shifeng - 石峰区 Shífēng Qū ;
- la ville de Liling - 醴陵市 Lǐlíng Shì ;
- le xian de Zhuzhou - 株洲县 Zhūzhōu Xiàn ;
- le xian de You - 攸县 Yōu Xiàn ;
- le xian de Chaling - 茶陵县 Chálíng Xiàn ;
- le xian de Yanling - 炎陵县 Yánlíng Xiàn.

## Transport
La ville est à l'automne 2017 en phase de test du Autonomous Rail Rapid Transit (en) (ART ou chinois : 智轨列车) qui devrait être mis en service en 2018. Il s'agit d'un autobus guidé automatique de trois wagons utilisant un marquage au sol pour se déplacer[réf. souhaitée].
Le centre urbain de Zhuzhou comprend trois gares, la Gare de Zhuzhou (zh), située dans le district de Lusong, la gare de Zhuzhou-Nord (zh), situé dans le district de Shifeng et la gare de Zhuzhou-Ouest (zh), située dans le district de Tianyuan.
La ville est sur la ligne intercité Changsha - Zhuzhou - Xiangtan (zh) (chinois : 长株潭城际铁路), une ligne à grande vitesse (de classe dongche 动车, 200 km/h), de 97,5 km, ouverte le 26 décembre 2016. Elle dessert la gare de Zhuzhou et la gare de Zhuzhou-Sud.

## Jumelages
- Navoï (Ouzbékistan) depuis 1996
- Fredrikstad (Norvège) depuis 1999
- Nha Trang (Viêt Nam) depuis 2001
- Pietermaritzburg (Afrique du Sud) depuis 2002
- Pocheon (Corée du Sud) depuis 2009